# 脂肪酸合成酵素
脂肪酸合成酵素（しぼうさんごうせいこうそ）または脂肪酸シンターゼ（しぼうさんシンターゼ、英: Fatty acid synthase、FAS）は、マロニルCoAとアセチルCoAから脂肪酸を合成する複活性ドメイン酵素のタンパク質である。69形に並んでいる2つの275kDaのサブユニットからできている。